# Pedro de Valencia
Pedro de Valencia (Zafra, 17 de noviembre de 1555 - Madrid, 10 de abril de 1620), humanista (latinista y helenista), hebraísta, crítico literario, filósofo, traductor e historiador español, cronista del rey Felipe III.

## Biografía
Hijo del cordobés Melchor de Valencia y de la extremeña Ana Vázquez, aprendió bien latín con su pariente, el humanista y poeta latino Antonio Márquez en Zafra, y luego, cuando su familia se trasladó a Córdoba, apenas adolescente, prosiguió estudiando Artes en el Colegio de los jesuitas. Durante su estancia en Córdoba y más tarde en Salamanca, estrecharía su gran amistad con el poeta Luis de Góngora, pues, en efecto, sus padres le enviaron a hacer la carrera de Leyes a la Universidad de Salamanca en el momento del apogeo de su Escuela, con profesores de la talla de Francisco Sánchez de las Brozas y Benito Arias Montano (1527-1598), aunque él de suyo se inclinaba por la Teología. Destacó, sin embargo, en lenguas clásicas, se graduó, falleció su padre y pudo consagrarse a sus aficiones eruditas y humanísticas; Sebastián Pérez le consiguió la amistad, que sería cronológicamente larga, de Arias Montano, con quien estudió hebreo y Sagradas Escrituras entre 1578 y 1579; también gracias a Montano consiguió dispensa eclesiástica para casarse en 1587 con su prima hermana Inés de Ballesteros, de quien tuvo descendencia (siete vástagos, de los que sobrevivieron cinco); a ello correspondió ayudando en algunos de los proyectos filológicos y bíblicos de Montano hasta la muerte de este último en 1598: incluso fue su albacea y defensor cuando la Inquisición puso en tela de juicio de su ortodoxia. 
Entre 1590 y 1607 (año en que fue nombrado cronista real de Felipe III) enseñó posiblemente Humanidades en la escuela de Zafra y publicó su obra maestra en latín, los Academica... (Amberes: Plantin, 1596); se trata de un ensayo interpretativo sobre las Cuestiones académicas de Cicerón que desborda ampliamente su propósito inicial, sugerido por su amigo y compatricio García de Silva y Figueroa, ayuda de cámara de Felipe III, para examinar amplia y profundamente el mejor criterio filosófico sobre qué es verdad, analizando históricamente las escuelas filosóficas y dividiéndolas en dos: dogmáticos y escépticos. A pesar del alivio económico que supuso el honor conferido por el rey, sus últimos años se vieron agitados por todo tipo de enojosos asuntos cortesanos: el dictamen contra la autenticidad de los Plomos del Sacromonte, la defensa de Arias Montano, la denuncia de los excesos cometidos en el auto de fe celebrado en Logroño en 1610 (Brujas de Zugarramurdi), la instrucción del programa iconográfico que había de decorar el palacio de El Pardo, una vez muertos Pantoja y Bartolomé Carducho, etcétera. Probablemente de esta época son sus escritos ascéticos. En su último año de vida su salud se deterioró rápidamente.
Como humanista acumuló una extensísima erudición y alcanzó un gran éxito con sus Academica, sive de iudicio erga verum ex ipsis primis fontibus (Amberes, 1594), única de sus obras que llegó a publicar; dejó inédita una enorme cantidad de manuscritos que fue publicada póstuma en siglos posteriores (y todavía se sigue publicando). En su vertiente de crítico literario, fue el único a quien Góngora consultó su parecer al emprender nuevos caminos para la lírica castellana con sus poemas Soledades y Polifemo; el humanista respondió con su Censura de Las soledades y el Polifemo y obras de Don Luis de Góngora hecha a su instancia, en la que le insta a rehusar esa estética y encaminarse a una poesía de lenguaje menos rebuscado y sencillo, al estilo de los Argensola.
El humanista segedano escribió además en 1608 dos ensayos arbitristas, Discurso de la tasa de pan (donde propone una reforma agraria que consiga igualar las desigualdades sociales, llegando a extremos tales que llama a los ricos explotadores "antropófagos" y "homicidas") y Discurso contra la ociosidad (en que aboga, entre otras cosas, por el trabajo femenino, y divide la sociedad en tres estamentos ligeramente distintos a los medievales: gobernantes civiles y eclesiásticos, soldados y pueblo llano -labradores y artesanos-), el Tratado acerca de los moriscos (que se muestra contrario a su expulsión y prefiere su asimilación e integración, mediante los matrimonios mixtos, su traslado y su dispersión por toda España evitando sus concentraciones urbanas) y el Discurso sobre brujas y cosas tocantes a magia (1610), dirigido a Bernardo de Sandoval, arzobispo de Toledo e Inquisidor General, en que expresa su asco y repulsión por el auto de fe celebrado en Logroño en 1610.
En cuanto a su faceta de traductor, vertió a la lengua latina, al parecer con fines escolares, De igne de Teofrasto; Historiae de Tucídides (fragmentos del libro primero) y De lapidibus de San Epifanio de Chipre. Al español tradujo el Discurso sobre el retiramiento de Dion de Prusa; En defensa de la muerte de Eratóstenes de Lisias; las Pláticas de Epícteto y las Sentencias y Palabras de Demóstenes. Por otra parte, tradujo para Felipe III y sus ministros las cartas dirigidas al rey por Cristódulo, arzobispo de Chipre y Jeremías y Leoncio, dos altos cargos eclesiásticos griegos.

## Obras
- Obras completas, ed. Gaspar Morocho, León: Publicaciones de la Universidad de León, 1993-, diez vols. hasta 2010.

### De tema religioso
- Exposición del primer capítulo del Génesis.
- Comentarios al versículo de San Lucas I, 66.
- Comentario sobre el Padre Nuestro.
- De los autores de los Libros Sagrados y del tiempo en que se escribieron.
- De la tristeza según Dios y según el mundo.
- Exemplos de Principes, Prelados, y otros Varones ilustres, que dexaron Oficios, y Dignidades, y se retiraron.
- Para declaración de una gran parte de la historia apostólica en los Actos y en la Epístola ad Galatas.
- Explicación de dos lugares de San Pablo.
- Sobre la paráfrasis caldaica del P. Andrés de León.
- San Macario, manuscrito.

### De tema filosófico
- Academica sive de iudicio erga verum ex ipsis primis fontibus (Amberes, Plantin, 1596); muy reimpreso en latín en el XVIII; una edición parisina por Pierre-Joseph Thoulier de los Academica de Cicerón (1740) incluye el texto de Valencia con grandes elogios. Hay dos ediciones modernas bilingües en español y latín Academica, trad. y ed. José Oroz Reta (Badajoz: Diputación Provincial de Badajoz, 1987); Academica, vol. III de Pedro de Valencia, Obras completas, trad. y ed. Juan Francisco Domínguez Domínguez junto a un «Estudio preliminar» a cargo de Juan Luis Suárez (León: Publicaciones de la Universidad de León, 2006).
- Discurso fundado creo que en el Epicteto de Arriano sobre los que pretenden vivir con quietud, manuscrito.

### Crítica literaria
- Carta a D. Luis de Góngora en censura de sus poesías, manuscrito del que hay dos versiones con variantes.

### Escritos sociales, económicos e históricos
- Tratado acerca de los moriscos de España. Hay edición moderna de Joaquín Gil Sanjuan (Málaga: Algazara, 1997)
- Discurso acerca de los cuentos de las brujas y cosas tocantes a magia, 1610.
- Discurso sobre el pergamino y láminas de Granada.
- Discurso contra la ociosidad.
- Discurso sobre el acrecentamiento de la labor de la tierra.
- Discurso sobre el precio del trigo y Respuesta a algunas réplicas a este discurso.
- Relación de Nueva Granada.
- Relación del Virreinato de Perú
- Relación de México.

### Traducciones
Del griego al latín:
- Teofrasto, De igne, manuscrito.
- Tucídides, Historiae (fragmentos del libro primero), manuscrito
- San Epifanio de Chipre, De lapidibus, manuscrito.

Del griego al castellano:
- Dion de Prusa, Oración, o discurso de Dion Chrystostomo, que se intitula Perianachoreseos, esto es, del Retiramento. Traducida del Griego, manuscrito.
- Lisias, En defensa de la muerte de Eratóstenes, manuscrito.
- Epícteto, Sobre la quietud, manuscrito.
- Demóstenes, Discurso en materia de guerra y estado compuesto de sentencias y palabras de Demóstenes, manuscrito.

### Otros
- Instrucciones para decorar el Palacio del Pardo, manuscrito.